# Нюстрём, Лене
Лене Гравфорд Нюстрём Растед (норв. Lene Grawford Nystrøm Rasted; род. 2 октября 1973, Тёнсберг) — норвежская певица и композитор, вокалистка группы Aqua.

## Биография
Нюстрем родилась в Тенсберге, Норвегия. Когда она была подростком, она заинтересовалась выступлениями. Она начала работать моделью, а также работала барменом. С 1990 по 1993 год она появлялась в норвежском игровом шоу «Казино», которое транслировалось на TVNorge.
В 16 лет Лене Нюстрём служила в Норвежской Гвардии. Позднее работала помощницей ювелира, училась на курсах телохранителей и работала некоторое время по этой специальности. Также работала барменом и моделью.
В 1994 году она работала певицей на норвежском круизном лайнере MS Peter Wessel и была замечена диджеем Рене Дифом. Лене Нюстрём с Рене Дифом, Сёреном Растедом и Клаусом Норреном образуют группу Joyspeed, почти сразу переименованную в Aqua.
Лене Нюстрём выпустила свой сольный дебютный альбом Play With Me в 2003 году. В альбом вошёл кавер на песню 2000 года «Moonbaby», которая в свою очередь была спета и группой Girls Aloud для альбома What Will The Neighbours Say?. Несмотря на то, что самый популярный сингл, «It’s Your Duty», занял высокие места в чартах, альбом провалился в Скандинавии, на рынок которой он был рассчитан. После непродолжительного соло-выступления, Лене приняла решение оставить карьеру певицы. Позже она стала писать песни для популярных исполнителей и групп, среди которых знаменитые Girls Aloud. Так, Лене написала для коллектива песни «No Good Advice» и «You Freak Me Out», которые вошли в их альбом Sound of the Underground.
С 2009 года снимается в кино.
Принимала участие в шоу «Voice» на датском телевидении в качестве одного из «наставников».

## Личная жизнь
Нюстрем состояла в отношениях с коллегой по группе Aqua, Рене Дифом, который пригласил ее присоединиться к группе в 1994 году. Они были в отношениях в течение трех лет, прежде чем расстались.
25 августа 2001 года Нюстрем вышла замуж за своего коллегу по группе Aqua Сёрена Растеда, церемония состоялась в Лас-Вегасе. В 2004 году пара переехала в Данию из Лондона. У них есть дочь Индия и сын Билли. Пара развелась 27 апреля 2017 года после шестнадцати лет брака.

## Дискография

### LP
- Play With Me (2003)

### Синглы
- «It's Your Duty» (2003) — #3 в Дании, #9 в Норвегии
- «Pretty Young Thing» (2004)
- «Here we go» (2004) — выпущена в качестве DJ
- «Hvor Små Vi Er» (2005) (Benefic featuring Lene)
- «I Love New York» (2005) (Lazyboy featuring Lene)

### Другие песни
- «Queen for a Day» (Luciana Caporaso & Mike Mangini) — 3.28 [It’s Your Duty B-Side]
- «As Good As It Gets» [Редкая запись из сессий Play With Me]
- «Pole Position» [Редкая запись из сессий Play With Me]
- «Two Directions» / «Come on Down» (1992) (Первая запись Лене)
- «Hvor Små Vi Er» (2005) (Benefic Single featuring Lene)
- «I Love New York» (2005) (Lazyboy song featuring Lene)

## Видео
- It’s Your Duty
- Pretty Young Thing

## Фильмография
- 1998 — Planet Pop (документальный, музыка)
- 2009 — Лулу и Леон (англ. Lulu & Leon) (сериал)
- 2009 — Избавь нас от лукавого (норв. Fri os fra det onde[8])
- 2009 — Предательство (норв. Svik, англ. Betrayal)
- 2010 — Варг Веум 7 — Письмена на стене (норв. Varg Veum - Skriften på veggen)
- 2011 — Встреча выпускников (норв. Klassefesten, англ. The Reunion)
- 2011 — Варг Веум 8 — Паршивая овца (норв. Varg Veum - Svarte Får)
- 2011 — Варг Веум 9 — Узы смерти (норв. Varg Veum - Dødens drabanter)
- 2011 — Варг Веум 10 — Ночью все волки серы (норв. Varg Veum – I mørket er alle ulver grå)
- 2012 — Варг Веум 11 — Хорошо тем, кто уже мёртв (норв. Varg Veum – De døde har det godt)
- 2012 — Варг Веум 12 — Холодные сердца (норв. Varg Veum – Kalde hjerter)